# Bithia sybarita
Bithia sybarita là một loài ruồi trong họ Tachinidae.